# Leay-Gletscher
Der Leay-Gletscher ist ein Gletscher an der Graham-Küste des Grahamlands auf der Antarktischen Halbinsel. Er fließt westlich des Hotine-Gletschers in nordwestlicher Richtung zur Girard-Bucht.
Teilnehmer der Fünften Französischen Antarktisexpedition (1908–1910) unter der Leitung des Polarforschers Jean-Baptiste Charcot kartierten ihn. Das UK Antarctic Place-Names Committee benannte ihn 1959 nach Petra Leay Searle (* 1928), Ehefrau des britischen Geographen Derek Searle und Kuratorin für Landkarten des Directorate of Overseas Surveys von 1953 bis 1959.